# Alderton (Washington)
Alderton ist ein census-designated place (CDP) im Pierce County im US-Bundesstaat Washington. Zum United States Census 2020 hatte Alderton 3274 Einwohner. Der Ort liegt im Puyallup River Valley zwischen den Städten Sumner und Orting.

## Geographie
Nach dem United States Census Bureau nimmt der CDP eine Gesamtfläche von 14,14 km² ein, worunter 13,78 km² Land- und der Rest Wasserflächen sind.